# زغبة جونستونية
زغبة جونستونية (الاسم العلمي: Graphiurus johnstoni) (بالإنجليزية: Johnston’s African Dormouse)‏ هو نوع من الثدييات يتبع جنس الزغبة الأفريقية من فصيلة الزغبات.